# إيبانولول
إيبانولول (الاسم العلمي: Epanolol) هو محصر بيتا يستخدم لخفض ضغط الدم.